# 岩鼻 (長野県)

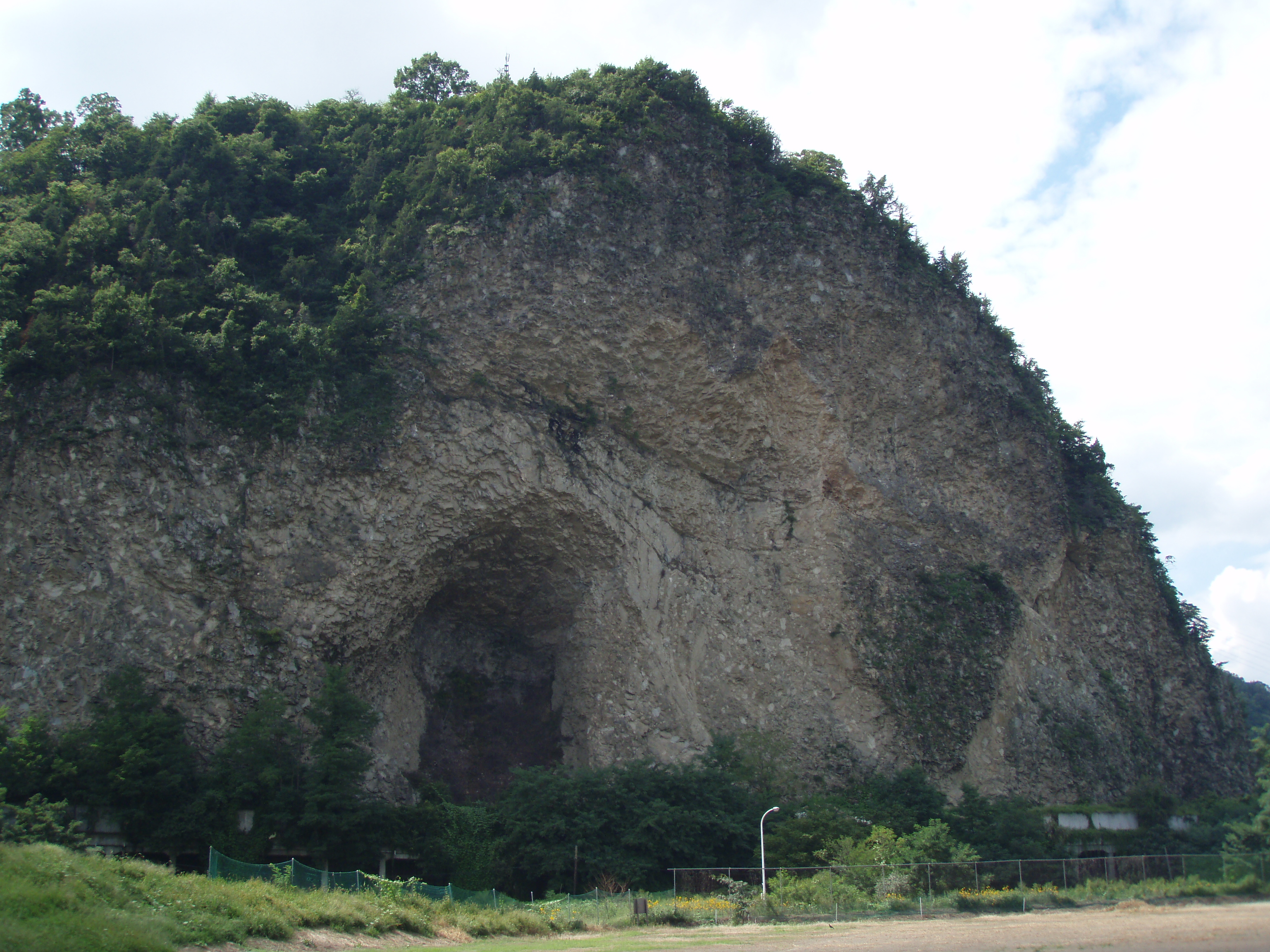
半過岩鼻（上田市）

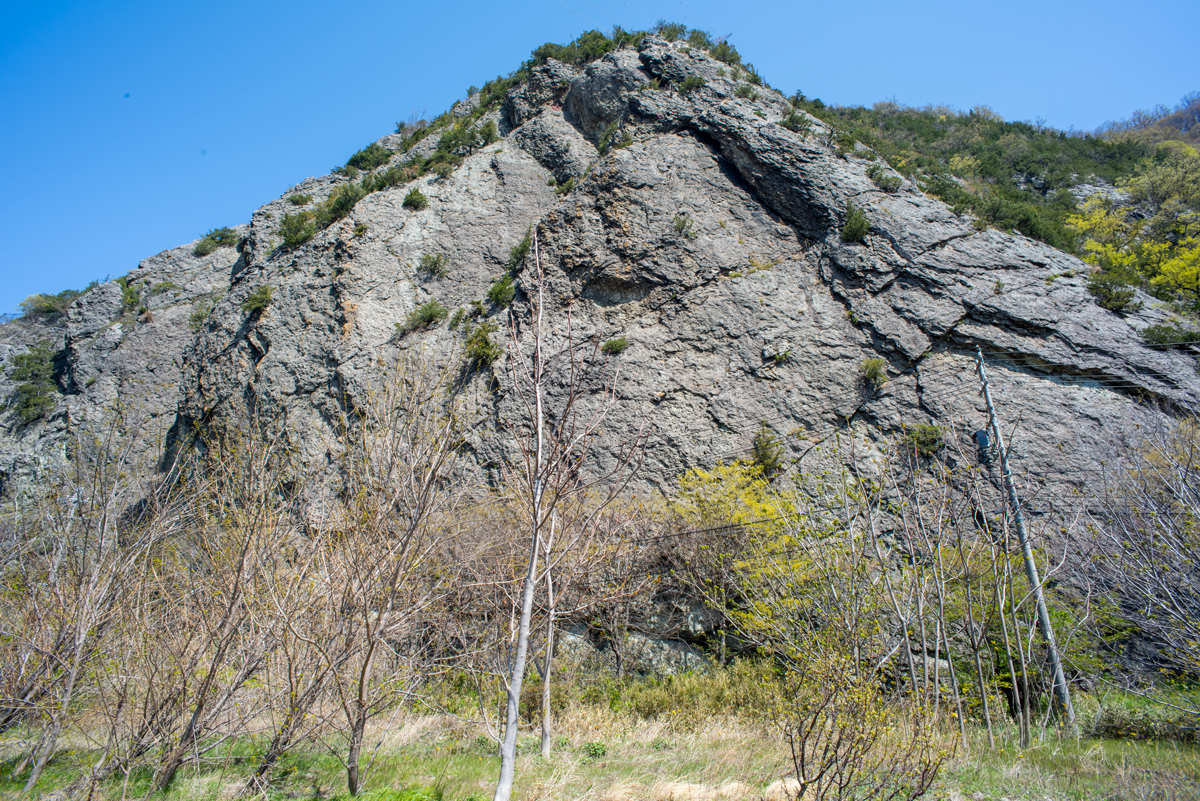
塩尻（下塩尻）岩鼻（上田市）

岩鼻（いわばな）は、長野県上田市と埴科郡坂城町との境付近にある名勝。千曲川（長野県における信濃川の呼称）の両岸を崖同士が向き合う。右岸の崖は上田市と坂城町の境に在るが左岸の崖は上田市に在り坂城町との境からは離れている。長野県の天然記念物。『源平盛衰記』で塩尻狭と記された場所であり、古くは岩端、岩花、巖華とも書いた。

## 地理

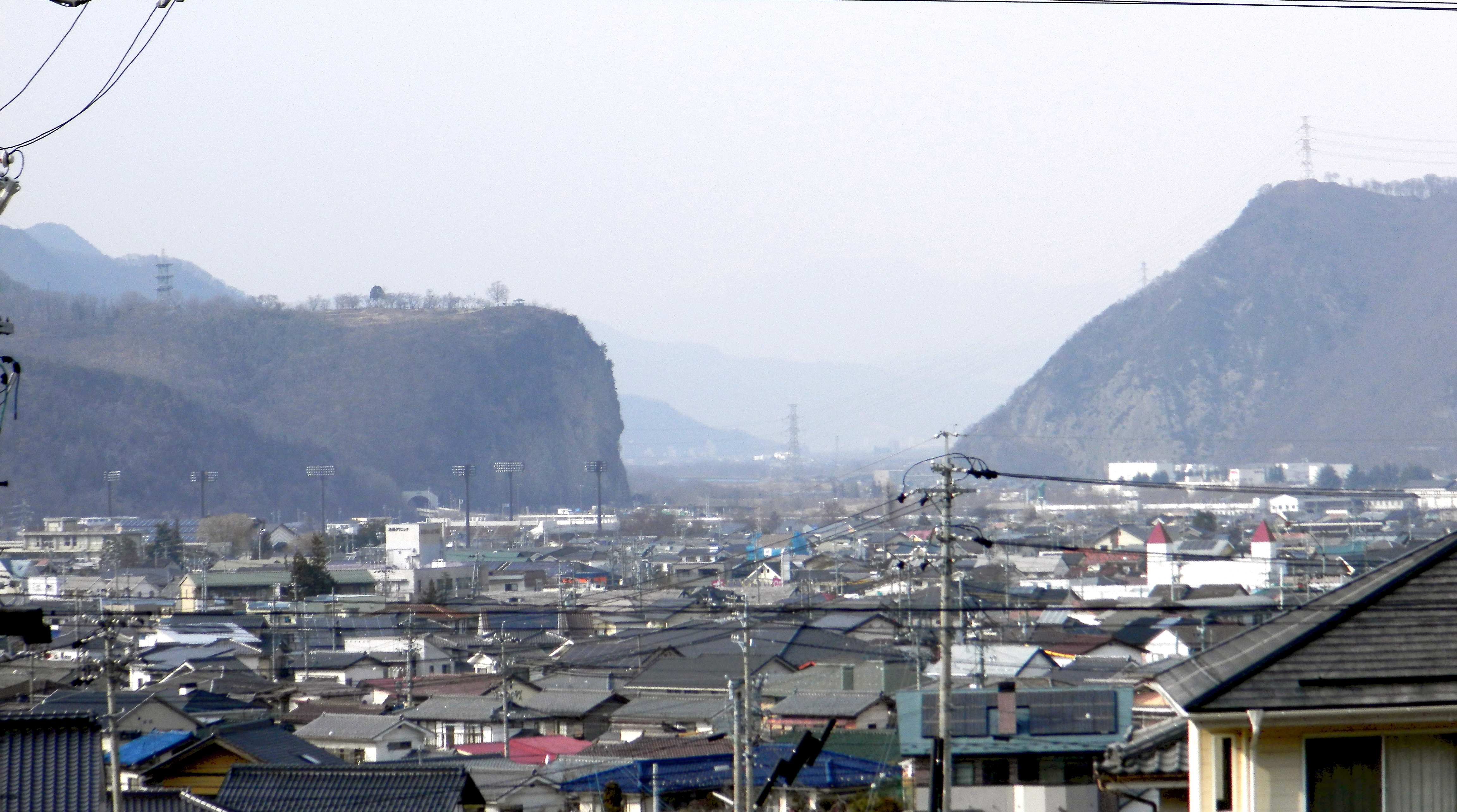
上田市上田原の倉升山付近から見た半過岩鼻（左）、川を挟んだ右側が下塩尻岩鼻

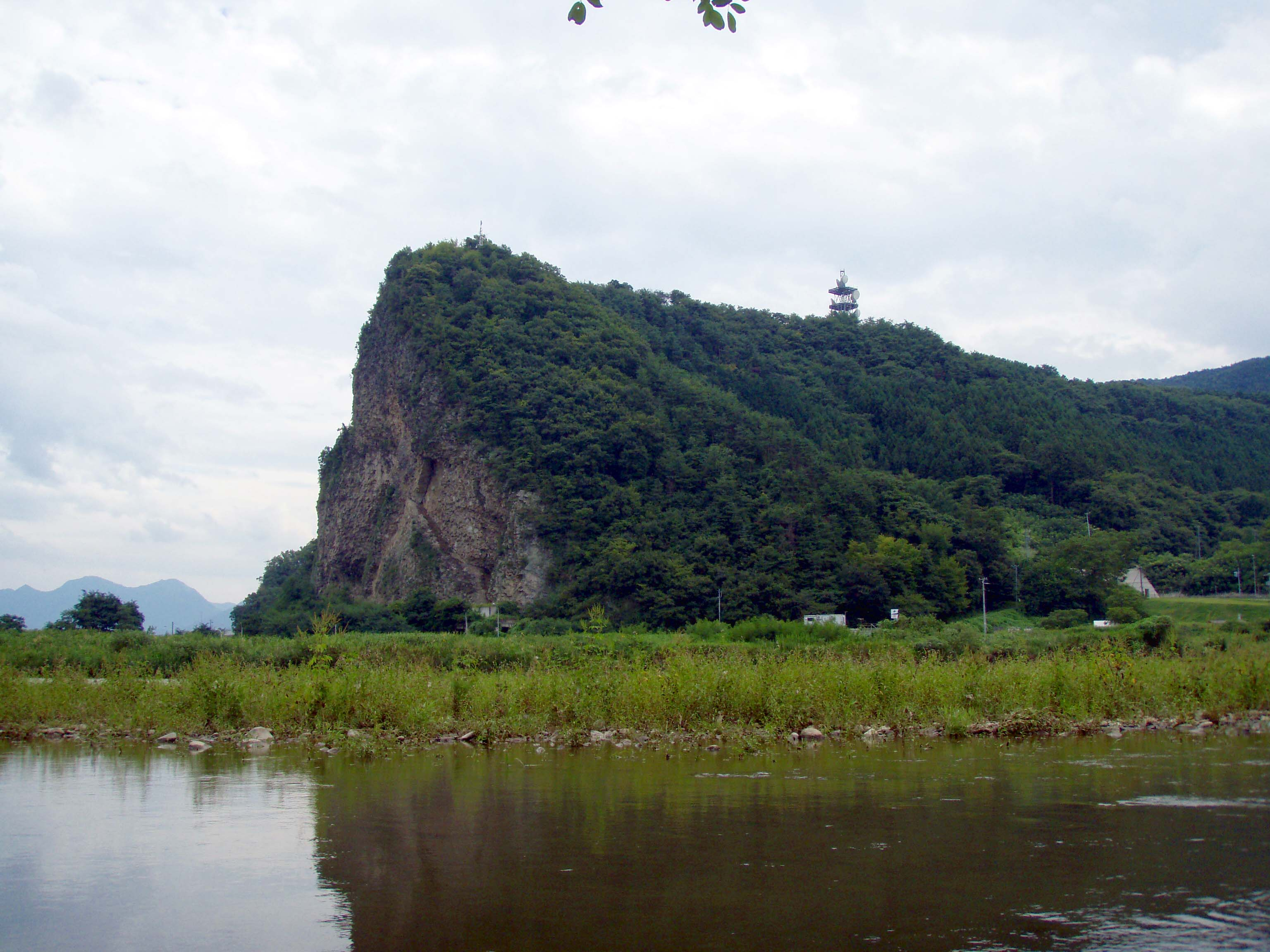
半過岩鼻と千曲川（上田市）

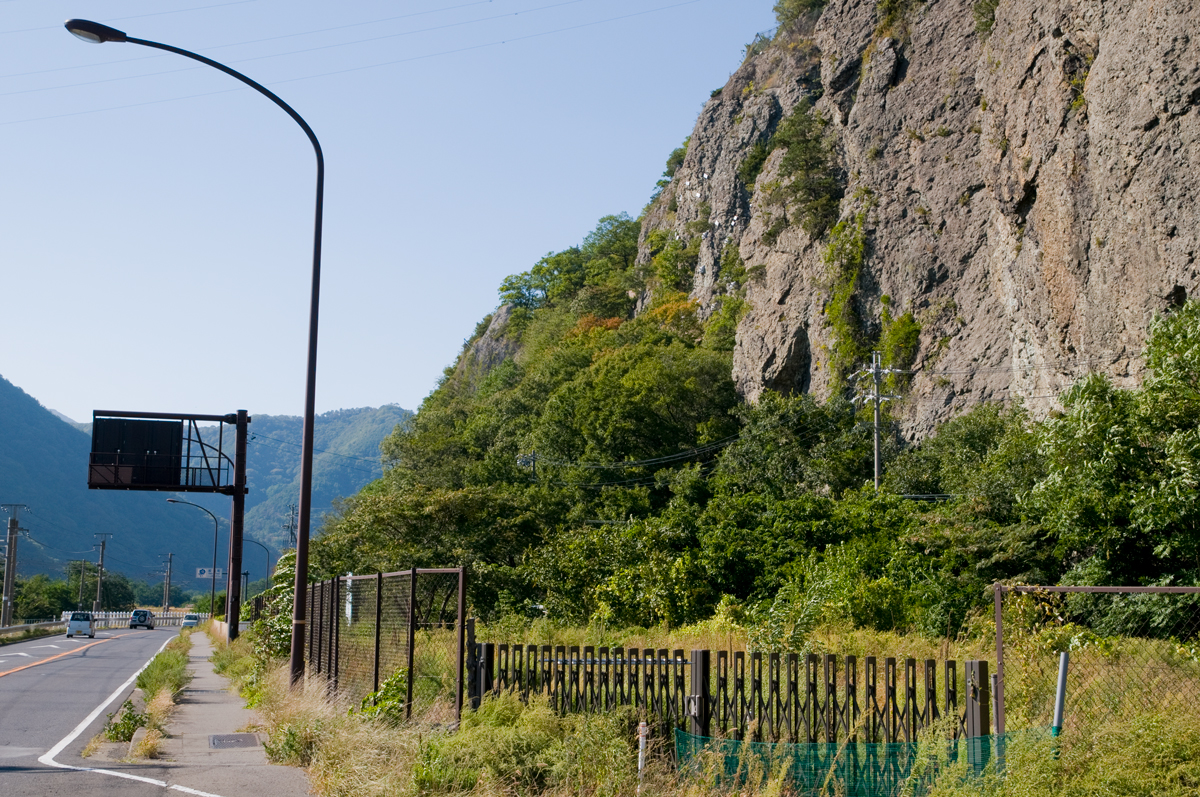
下塩尻岩鼻と国道18号

上田市と坂城町との境界辺りに在り、千曲川を挟んで左岸の崖を半過岩鼻（はんがいわばな）といい、右岸の崖を下塩尻岩鼻（しもしおじりいわばな）または塩尻岩鼻（しおじりいわばな）という。前者は柱状節理が発達した石英角閃石ひん岩、後者は緑色凝灰岩（グリーンタフ）をそれぞれ主体とする。この地質の差異は、崖間に「千曲川断層」が存在することを示唆している。崖の高さは約120メートル。平坦な崖上面には河床礫が見られ、かつての千曲川の河床の高さがうかがい知れる。
これら2つの崖はもともと陸続きであり、冠着山と四阿山とを結んでいた。これを千曲川が侵食したことで、現在のような川を挟んで崖同士が向き合う地形となった。それまで岩鼻上流は大きな湖であったとされ、これを由来とする民話や地名が東信地方（上田地域・佐久地域）の各所に残っている（後述）。
長野県は1974年（昭和49年）1月14日付けで当地13ヘクタールを「小泉、下塩尻及び南条の岩鼻」の名称で天然記念物（地質鉱物）に指定した。「岩鼻」という名の由来については、そびえる巨岩が今にも落ちそうにして千曲川に迫っている様子から、あるいは外観が人間の鼻の形に似ているからとも言われる。
岩鼻では、千曲川を境にして右岸に国道18号・上信越自動車道・しなの鉄道しなの鉄道線・JR北陸新幹線が、左岸に国道18号上田坂城バイパス・長野県道77号長野上田線がそれぞれ通じている。もともと当地は埴科郡・更級郡・小県郡の3郡が接し、北国街道が通じる交通の要衝であった。江戸との間の参勤交代で当地を通過する加賀藩の前田氏は当地の地形に危惧を抱いており、通過の際は金沢に使者を送り、自らの無事を伝えたという。

## 生態系
植物
寒地系植物が自生する。当地は本州にありながら、北海道や樺太に分布するモイワナズナの自生が確認されている。
昆虫
江戸時代の地誌『信濃奇勝録』巻之五「岩端蛍」（いわばなのほたる）の項に、当地のホタルに関する記述がある。最盛期を迎える夏至の3夜は「蛍合戦」と呼ばれ、群れをなして飛び交うホタルの数は信州一といわれた。現在でも上田市下塩尻の用水路でホタルの繁殖が行われている。
鳥
チョウゲンボウの集団繁殖地である。

## 伝承

岩端（『信濃奇勝録』挿絵）

かつて岩鼻より上流が湖だったことに由来すると伝わる地名がある。岩鼻近くに見える「塩尻」という地名は、かつての湖の北端を意味する「潮尻」に由来するとされ、また南佐久郡に見える「海の口」、「海尻」、「海瀬」といった地名は湖の南端に位置していたことに由来するとされる。
また、当地には大ネズミによって岩鼻が破られたことで、これより上流に存在した湖が失われたとする伝承がある。そのあらすじは次の通りである。
かつて多くの子ネズミを従える大ネズミが村に住みつき、田畑を荒らし回っていた。困った村人たちは大きなネコ（唐猫）をけしかけ、大ネズミを岸壁まで追い詰める。大ネズミは死に物狂いで岩壁を食い破ると、湖の水がほとばしり、大ネズミや子ネズミ、そして唐猫ともども流れ去った。
岩鼻付近には「鼠」という地名があり（坂城町南条鼠の地図）、一説にはこの伝承に由来すると考えられている（かつて信濃国の国府への狼煙台があった場所、すなわち「不寝見」に由来するという異説もある）。また、伝承の中で大ネズミを追い詰めた唐猫が流れ着き、息絶えた場所である長野市篠ノ井には、「唐猫神社」（軻良根古神社）という、唐猫をまつった神社がある（軻良根古神社の地図）。
このほか、ダイダラボッチや小泉小太郎が岩鼻を破ったという民話もある。前者は日本の各地に伝わる巨人の妖怪で、山や湖の成因にまつわる民話が多く残されている。後者は上田地域に伝わる民話の主人公で、人間と大蛇との間に生まれた少年である。かつて湖だった松本盆地を開拓したと伝わる泉小太郎（松本地域・北アルプス地域の民話）と同一視され、1973年（昭和48年）発行の『日本の民話 4 民衆の英雄』には、小泉小太郎が松本盆地の開拓後に岩鼻を破り、上田盆地も開拓したとある（ただし、作家の松谷みよ子は、小泉小太郎がこうした偉業を成し遂げたという類いの民話を上田地域において採取することはできなかったと述べている）。

## 交通アクセス

### 半過岩鼻

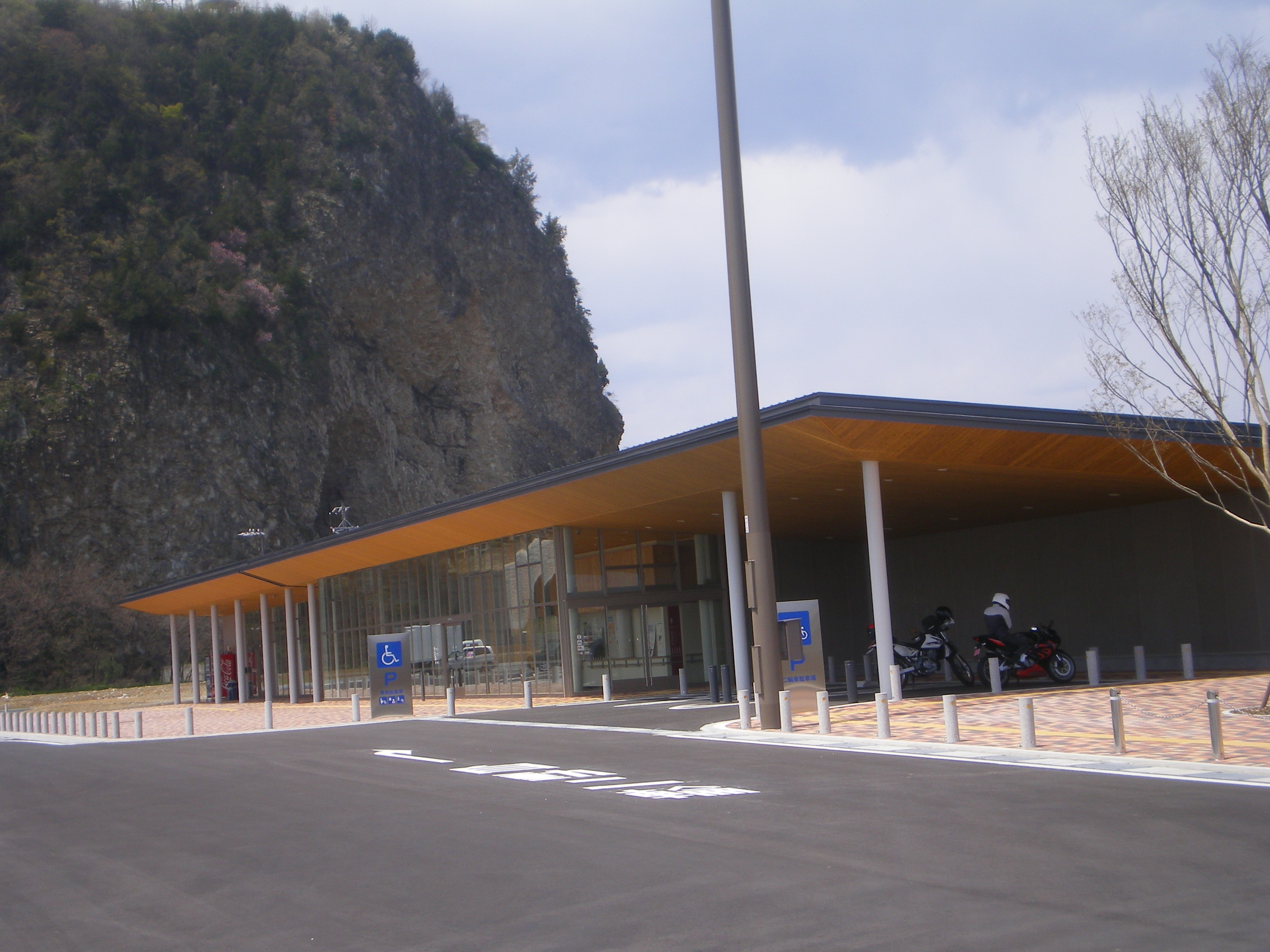
道の駅上田 道と川の駅

公共交通機関
JR北陸新幹線・上田駅から路線バスで18分間、「上田 道と川の駅」バス停にて下車。
自家用自動車
上信越自動車道・上田菅平インターチェンジから9キロメートル、自動車で15分間。普通車50台が駐車可能な駐車場がある。

### 千曲公園

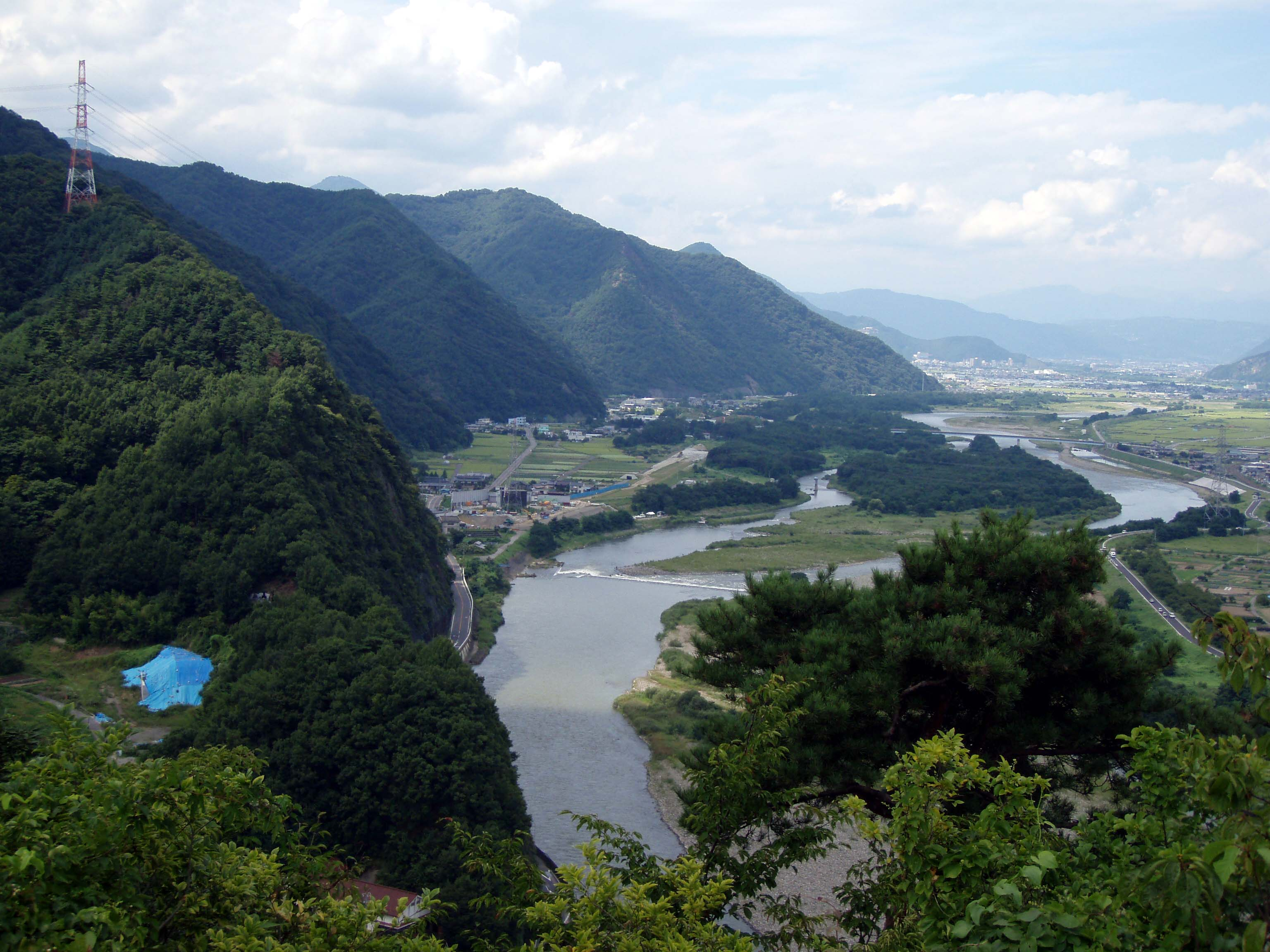
千曲公園から千曲川下流方向（半過）を望む

千曲公園は、大正時代、日本百景入選にあたって撮影された写真に岩鼻が写っていたことを記念して、半過岩鼻の崖の上に建設されたもの（ただし、日本百景のリストに「岩鼻」はない）。上田市街地が一望でき、春はぼんぼりで照らされた夜桜と夜景との共演を鑑賞できる。
公共交通機関
上田駅から路線バスで16分間、のち徒歩30分間。
自家用自動車
上信越自動車道・上田菅平インターチェンジから10キロメートル、自動車で30分間。

### 下塩尻岩鼻
公共交通機関
しなの鉄道しなの鉄道線・テクノさかき駅からタクシーで5分間。
自家用自動車
上信越自動車道・坂城インターチェンジから4キロメートル、自動車で5分間。駐車場はない。